# Esporte Clube Cascatinha
Esporte Clube Cascatinha é uma agremiação esportiva da cidade de Petrópolis, no estado do Rio de Janeiro, fundada a 15 de julho de 1912. Em 2019 disputou o Campeonato Petropolitano de Futebol.

## História
Antiga agremiação esportiva e social de Petrópolis, o clube das cores vermelha e branca tem em seu currículo uma participação no antigo Campeonato Estadual Fluminense de 1943, quando chegou às semifinais da competição.
Em 1946, ao derrotar o Magnólia, se sagrou campeão do Torneio Início da Liga Petropolitana.
Após longo período jogando apenas competições amadoras promovidas pela liga de sua cidade, se filia à FFERJ para a disputa do Campeonato Estadual da Terceira Divisão de 1997, na qual termina em sexto lugar.
Em 1998, após se inscrever no campeonato, desistiu com a tabela já montada. Desde então, não mais disputa as competições de âmbito profissional.